# Insomnio (álbum de Abraham Mateo)
Insomnio es el séptimo álbum de estudio del cantante español Abraham Mateo, publicado el 5 de abril de 2024 por Sony Music Spain. El disco incluye dieciséis canciones con influencias de pop latino, bachata, reguetón, pop dance, música tradicional española y música electrónica. Cuenta con colaboraciones de Ana Mena, Chanel, Omar Montes, Sebastián Yatra, Danny Ocean y Rorro.

## Contexto y producción
El título del álbum refleja el proceso creativo de Mateo,  que escribió y grabó la mayoría de las canciones durante noches de insomnio en su estudio “La Nave”, en Madrid, entre 2022 y 2024. En entrevistas, ha descrito el disco como un “diario musical del insomnio”, donde volcó emociones personales e ideas surgidas de forma espontánea.

## Estilo musical
Insomnio  parte del pop latino, pero explora una amplia variedad de géneros, entre ellos música electrónica, bachata, pop-rock, pop dance y estilos tradicionales españoles. El álbum combina referencias nostálgicas a los años 80 y 90 con una producción moderna y sintetizadores actuales.
«Quiero decirte», a dúo con Ana Mena, destaca por su tono romántico y melancólico, sobre una base pop-dance con arreglos electrónicos inspirados en el funk ochentero.«Bailarina» (con Danny Ocean) aporta un ritmo más enérgico y bailable, mientras que «Riendo y llorando» retoma el estilo dance-pop de los 80, con una estructura melódica y electrónica.En contraste, el cierre del álbum, «El amanecer», apuesta por una estética minimalista con base electrónica de estilo techno.
En «Maníaca», Mateo versiona el clásico «Maniac» de Michael Sembello, manteniendo su energía original, con letra en español y una nueva producción basada en sintetizadores modernos.
La bachata y el  pop urbano también están presentes. «Clavaíto» (con Chanel) combina ritmos caribeños con bases electrónicas, y «Falsos recuerdos» (con Omar Montes) fusiona melodías de bachata con sonidos urbanos.
Las baladas «Incomplete» y «Billete de vuelta» adoptan un enfoque más íntimo, mientras que  «La idea» y «XQ sigues pasando:(» (con Sebastián Yatra) se acercan al pop-rock con arreglos de guitarras eléctricas. En particular, «La idea» se apoya en una base cercana al punk-rock y una letra que habla del dolor de una ruptura inesperada.
El álbum también recoge influencias de la música española tradicional. «Me acuerdo de ti», que abre el disco, incluye referencias  a la música procesional de Semana Santa. En «Desgraciaíta», junto a Rorro, se incorpora un sample de la copla «María de la O», fusionando flamenco con producción pop contemporánea.

## Sencillos
Siete canciones del álbum fueron publicadas como sencillos entre 2022 y 2024.
- «Quiero decirte» (mayo de 2022): alcanzó el puesto nº 2 en la lista de radios en España, donde permaneció 51 semanas,[12] y el nº 30 en la lista oficial de ventas de PROMUSICAE, con 67 semanas de permanencia.[13] También fue nº 1 en iTunes España, nº 2 en Apple Music y nº 11 en YouTube España.[14] La canción fue certificada cuatro veces platino, ganó el Premio Cadena Dial y fue nominada a Mejor Colaboración en los Los 40 Music Awards 2022. En Spotify supera los 100 millones de reproducciones.[15]

- «La idea» (enero de 2023): alcanzó el puesto nº 28 en iTunes España,[16] fue destacada por Billboard como uno de los mejores lanzamientos latinos de la semana,[17] y acumula más de 13 millones de reproducciones en Spotify.[18]

- «Clavaíto» (abril de 2023): alcanzó el puesto nº 6 en la lista oficial de canciones en España y se mantuvo durante 61 semanas,[19] además de llegar al nº 1 en la lista de radios, con 50 semanas de permanencia.[20] También logró el nº 6 en Apple Music España, nº 3 en YouTube y iTunes España.[21] En la lista Billboard Spain Songs alcanzó el puesto nº 6, con una permanencia de 22 semanas.[22] Fue certificada seis veces platino y supera los 130 millones de reproducciones en Spotify. Recibió el Premio Odeón 2024 a Mejor Vídeo Musical,[23] el premio a Mejor Colaboración en Los 40 Music Awards 2023 y fue nominada a Mejor Canción Pop por la Academia de la Música en España.[24]

- «Maníaca» (junio de 2023): alcanzó el nº 71 en la lista oficial de canciones en España, donde permaneció 12 semanas,[25] y el nº 2 en la lista de radios, con 71 semanas de permanencia.[26] También fue nº 1 en la lista semanal de Los 40 Principales en España.[27] Fue certificado doble disco de platino y acumula más de 35 millones de reproducciones en Spotify.

- «XQ sigues pasando:(» (septiembre de 2023): alcanzó el puesto nº 68 en la lista oficial de canciones en España,[28] y fue nº 18 en iTunes España.[29] También ocupó el nº 23 en la radio argentina.[30] En Spotify supera los 15 millones de reproducciones.

- «Falsos recuerdos» (enero de 2024): alcanzó el nº 22 en la lista oficial de canciones en España y permaneció 9 semanas,[31] y llegó al nº 21 en el listado Billboard Spain Songs.[22] También alcanzó el nº 15 en Apple Music España y el nº 3 en iTunes España.[32] Fue certificado disco de platino en España[33] y acumula más de 20 millones de reproducciones en Spotify.

- «Bailarina» (abril de 2024): alcanzó el nº 70 en la lista oficial de canciones en España,[34] y el nº 13 en la lista de radios, donde permaneció 11 semanas.[35] Fue certificado disco de platino en España,[36] y supera los 30 millones de reproducciones en Spotify.[37]

## Lanzamiento y promoción
El álbum fue lanzado oficialmente el 5 de abril de 2024 a través de plataformas digitales. Para celebrarlo, Mateo organizó una “pijama party” en Madrid junto a fans, amigos y medios, en un evento que reflejaba el espíritu nocturno y desenfadado del disco.
Para su promoción, Mateo realizó la gira Insomnio Tour, con conciertos en España y Latinoamerica,  incluyendo actuaciones en el Teatro Metropólitan de Ciudad de México, el Teatro Ópera de Buenos Aires y el Starlite Festival en Marbella. También participó como invitado en la final del Benidorm Fest, donde interpretó «Clavaíto» con arreglos de tango, y en el Festival de Eurovisión Junior 2024, donde presentó en directo su versión en español del clásico «Maniac».

## Reconocimientos
- Ganador del premio a Mejor Álbum del Año en Los 40 Music Awards 2024.[40]
- Nominado a Mejor Álbum Pop en los Premios de la Academia de la Música de España 2024.[2]

## Lista de canciones
| Nº              | Título                                      | Compositor(es) | Productor(es)                          | Duración |
| --------------- | ------------------------------------------- | --- | -------------------------------------- | -------- |
| 1               | «Me acuerdo de ti»                          | Abraham Mateo, Garabatto, Daniel Rondón, Edu Ruiz, Jose Cano                                                                                     | Abraham Mateo, Garabatto               | 3:06     |
| 2               | «Quiero decirte» (con Ana Mena)             | Abraham Mateo, Ana Mena, Jose Cano, Timor Shait                                                                                                  | Abraham Mateo, Dani Ruiz               | 3:42     |
| 3               | «Riendo y llorando»                         | Abraham Mateo, Jose Cano, Timor Shait | Abraham Mateo, Max Borghetti, Rebbel   | 3:15     |
| 4               | «La idea»                                   | Abraham Mateo, Jose Cano | Abraham Mateo, David Cuello            | 3:14     |
| 5               | «Me quedaré»                                | Abraham Mateo, Carlos Vidal Mejías, Edu Ruiz, Jaime Cosculluela, Jose Cano                                                                       | Abraham Mateo, Came                    | 2:33     |
| 6               | «Bailarina» (con Danny Ocean)               | Abraham Mateo, Joan Valls, Rubén Pérez, Daniel Alejandro Morales, Edu Ruiz, Jose Cano, Juan Manuel Vargas                                        | Abraham Mateo, Kickbombo               | 3:06     |
| 7               | «Maníaca»                                   | Abraham Mateo, Dennis Matkosky, Jose Cano, Max Borghetti, Michael Sembello                                                                       | Abraham Mateo, Dani Ruiz               | 2:55     |
| 8               | «Billete de vuelta»                         | Abraham Mateo, Antonio Mateo, Jose Cano | Abraham Mateo                          | 2:59     |
| 9               | «Supermal»                                  | Abraham Mateo, Dani Ruiz, Edu Ruiz, Estéfano Berciano, Jose Cano                                                                                 | Abraham Mateo, Dani Ruiz, David Cuello | 2:38     |
| 10              | «Falsos recuerdos» (con Omar Montes)        | Abraham Mateo, Andrés Jael Correa Ríos, Estéfano Berciano, Jose Cano, Omar Montes                                                                | Tunvao                                 | 3:11     |
| 11              | «Clavaíto» (con Chanel)                     | Abraham Mateo, Chanel Terrero, Jose Cano | Abraham Mateo, Dani Ruiz               | 2:43     |
| 12              | «Me di cuenta»                              | Abraham Mateo, Jose Cano | Abraham Mateo, David Cuello            | 3:13     |
| 13              | «Incomplete»                                | Abraham Mateo, Jose Cano | Abraham Mateo, Sherman & Fine          | 3:00     |
| 14              | «XQ sigues pasando:(» (con Sebastián Yatra) | Manuel Lorente Freire, Abraham Mateo, Daniel Oviedo, Jesús Oviedo, Jose Cano, Sebastián Obando Giraldo                                           | Abraham Mateo, Dani Ruiz               | 3:35     |
| 15              | «Desgraciaíta» (con Rorro)                  | Abraham Mateo, Dani Ruiz, Edu Ruiz, Jose Cano, Manuel López-Quiroga, Rafael de León Arias de Saavedra, Rocío Aguilar, Salvador Federico Valverde | Abraham Mateo, Dani Ruiz               | 2:50     |
| 16              | «El amanecer»                               | Abraham Mateo, Jose Cano | Abraham Mateo                          | 2:51     |
| Duración total: | Duración total:                             | Duración total: | Duración total:                        | 49:50    |

## Recepción
Insomnio recibió críticas mayoritariamente positivas en medios de España y América Latina, que destacaron la evolución artística de Mateo y su implicación en los distintos aspectos del proyecto.
La agencia EFE definió el álbum como el inicio de una “nueva etapa” en su carrera, subrayando que escribió, interpretó, produjo y masterizó el disco en su totalidad. También valoró su capacidad para conectar con un público más amplio, incluyendo oyentes que antes no se sentían identificados con su estilo.
La revista Jenesaispop consideró que Insomnio es posiblemente el trabajo donde Mateo ejerce mayor control creativo, Señaló una mayor madurez sonora y emocional, y aunque apuntó algunas debilidades, lo calificó como un paso importante en su desarrollo artístico.
En Argentina, el medio TN (Todo Noticias) describió el álbum como un “diario musical de su insomnio”, y resaltó su versatilidad para explorar distintos géneros sin perder su esencia pop. También destacó la versión de «Maniac» como una adaptación efectiva al español, con una producción renovada.
La revista digital 22minutoscon señala que Insomnio refleja la esencia más personal de Mateo, con un sonido renovado y maduro. Aunque Mateo buscaba innovar, ha logrado mucho más, creando un disco que refleja su estilo y su esencia musical más actual, superando la barrera de prejuicios que limitaron la percepción de su música desde sus inicios.

## Rendimiento comercial
- Insomnio debutó en la posición número 13 de la lista oficial de álbumes más vendidos en España, elaborada por PROMUSICAE, y se mantuvo durante 22 semanas consecutivas dentro del top 100.[46]

- En plataformas digitales, el álbum también tuvo un desempeño destacado. Para mediados de 2025, acumulaba más de 355 millones de reproducciones en Spotify, posicionándose como el segundo disco más reproducido de Abraham Mateo en dicha plataforma, solo por detrás de A cámara lenta.[47]